# People Are People
People Are People (englisch für „Leute sind Leute“) ist ein Lied der britischen Band Depeche Mode aus dem Jahr 1984. Der von Martin L. Gore geschriebene Synthiepop-Titel avancierte als Singleauskopplung zum Nummer-eins-Hit in Deutschland.

## Entstehung

Notenbeispiel: Refrain von People Are People

Das Lied war das erste Stück der Band, für das sie Teile der Musik vorprogrammierten, um die Aufnahmezeit im Studio zu verkürzen. Diese Vorarbeiten fanden in London statt. Der Nachteil war, dass die Bedingungen für die Vorproduktion nicht denen in einem Tonstudio entsprachen, weshalb es vorkam, dass die Band nochmal von vorne anfangen musste, wenn jemand zufällig über ein Stromkabel gestolpert war.
Die Studioaufnahmen fanden im Januar 1984 in den Hansa-Tonstudios in Berlin unter der Leitung von Gareth Jones statt. Die Band hatte zwei Studios gemietet, eines davon nur für die Gesangsaufnahmen. Der einzige Teil der Musik, der nicht gesampelt wurde, war der Gesang. Die in dem Lied verwendeten Sprachfetzen hatte der Sänger David Gahan mit Hilfe eines Walkmans während eines Fluges aufgenommen.

## Veröffentlichung
Die Erstveröffentlichung von People Are People erfolgte als Single am 12. März 1984 bei Mute. Diese erschien unter anderem als 7″-Single (Katalognummer: INT 111.818) oder auch als 12″-Single (Katalognummer: INT 126.820). Die 7″-Ausführung enthält neben der Singleversion von People Are People die von Alan Wilder geschriebene B-Seite In Your Memory. Für die 12″-Ausführung produzierten Depeche Mode den Different Mix von People Are People und den Slik Mix von In Your Memory.
Ursprünglich war keine weitere Veröffentlichung geplant, die Band beauftragte jedoch im April 1984 Adrian Sherwood mit einem Remix. Ziel war es, eine tanzbarere Version veröffentlichen zu können. Auf limitierten 12″-Ausgaben ist der von Sherwood produzierte On-USound Mix von People Are People enthalten. Von Sherwood stammt außerdem das Stück Are People People?, der Samples von People Are People verwendet und auf limitierten 12″-Ausgaben der folgenden Depeche-Mode-Single Master and Servant sowie auf einer limitierten Triple-CD-Ausgabe der Remix-Kompilation Remixes 81–04  veröffentlicht wurde. Am 2. Juli 1984 erschien das Lied zunächst bei Sire Records als Teil von Depeche Modes erstem, gleichnamigen Kompilationsalbum (Katalognummer: 9 25124-2), welches nur in den Vereinigten Staaten erschien. Am 24. September 1984 erschien es schließlich als Teil von Depeche Modes vierten Studioalbum Some Great Reward (Katalognummer: INT 146.812), dessen erste Singleauskopplung es ist.

## Inhalt
Das Lied wendet sich gegen Hass und Gewalt und fragt: Wir sind doch alle Menschen, warum müssen wir so schrecklich miteinander umgehen? („People are people so why should it be, you and I should get along so awfully“).

## Musikvideo
Das Musikvideo zum Titel entstand unter der Regie von Clive Richardson. Es wurde auf der Belfast gedreht, einem abgemusterten Kreuzer der Royal Navy, der als Museumsschiff auf der Themse unweit der Tower Bridge liegt. Ein Teil der Aufnahmen fand im Schiffsinneren und im Maschinenraum statt, damit wollte Richardson den stampfenden elektronischen Sound des Liedes darstellen.

## Rezeption
Das Lied diente der ARD als Titelmusik für ihre Berichterstattung über die Olympischen Spiele 1984 in Los Angeles. 2012 nutzte Volkswagen den Song in verschiedenen Versionen zur Untermalung eines Werbespots für den VW Golf.
Darüber hinaus existieren diverse Coverversionen von People Are People:
- Die erste stammte von Götz Alsmann und seiner Band The Sentimental Pounders, die den Song 1985 für ihr Album Saratoga Suitcase als Jazz-Version neu aufnahmen und als Single veröffentlichten.
- Clan of Xymox verwendeten für ihren Song This World Samples von People Are People. This World erschien auf dem Album Hidden Faces (1997) und 1998 als Single.
- Die deutsche Band Stone the Crow veröffentlichte People Are People 2002 als Single.
- Das deutsche Project for the Masses (Grant Stevens, Der Graf und Fairlage) coverte People Are People für sein Depeche-Mode-Tributalbum Just Can’t Get Enough (2003).
- RuPaul veröffentlichte seine Version von People Are People auf seinem Album Red Hot von 2004. 2006 erschien außerdem die Maxi-Single People Are People (The RuMixes).
- Die US-amerikanischen Rockbands A Perfect Circle und Dope interpretierten People Are People für ihre Alben eMOTIVe (2004) beziehungsweise American Apathy (2005) neu.
- Die deutsche Metalband Atrocity veröffentlichte People Are People auf ihrem 2008er Coveralbum Werk 80 II.
- Weitere Coverversionen und Remixe stammen von Jesus Chrysler Suicide, Underground Resistance u. a.

## Kommerzieller Erfolg

### Chartplatzierungen
| ChartsChartplatzierungen       | Höchstplatzierung | Wochen/ Monate |
| ------------------------------ | ----------------- | -------------- |
| Deutschland (GfK)              | 1 (19 Wo.)        | 19 Wo.         |
| Österreich (Ö3)                | 6 (2 Mt.)         | 2 Mt.          |
| Schweiz (IFPI)                 | 4 (13 Wo.)        | 13 Wo.         |
| Vereinigte Staaten (Billboard) | 13 (18 Wo.)       | 18 Wo.         |
| Vereinigtes Königreich (OCC)   | 4 (11 Wo.)        | 11 Wo.         |

| ChartsJahrescharts (1984) | Platzierung |
| ------------------------- | ----------- |
| Deutschland (GfK)         | 12          |

### Auszeichnungen für Musikverkäufe
| Land/Region                  | Auszeichnungen für Musikverkäufe (Land/Region, Auszeichnung, Verkäufe) | Verkäufe |
| ---------------------------- | ---------------------------------------------------------------------- | -------- |
| Vereinigte Staaten (RIAA)    | Gold                                                                   | 500.000  |
| Vereinigtes Königreich (BPI) | Silber                                                                 | 250.000  |
| Insgesamt                    | 1× Silber · 1× Gold ·                                                  | 750.000  |

Hauptartikel: Depeche Mode/Auszeichnungen für Musikverkäufe